# クリストフェル・ウォー
- クリストフェル・ウー

クリストフェル・モーリス・ウォー（フランス語: Christopher Maurice Wooh、2001年9月18日 - ）は、カメルーンとフランスのサッカー選手。カメルーン代表。ポジションはDF。

## 経歴

### クラブ
ピュイソー・ルーヴル、USシャンティリー、ASナンシーの下部組織に在籍し、2021年1月20日にナンシーでクープ・ドゥ・フランスに出場し、プロ初出場となった。
同年6月1日に翌月1日からの4年契約でRCランスに完全移籍した。
2022年8月31日に4年契約でスタッド・レンヌに完全移籍した。

### 代表
2022年にアフリカネイションズカップ2023予選に臨むカメルーン代表に選出され、同年6月9日の同予選・ブルンジ代表戦で代表初出場を果たした。

## 私生活
生まれはフランスであるが、血筋はカメルーンに持っている。

## 代表歴

### 出場大会
- カメルーン代表
  - 2022 FIFAワールドカップ

### 試合数
- 国際Aマッチ 8試合 1得点（2022年-）[5]

| カメルーン代表 | 国際Aマッチ | 国際Aマッチ |
| 年             | 出場        | 得点        |
| -------------- | ----------- | ----------- |
| 2022           | 4           | 0           |
| 2023           | 4           | 1           |
| 2024           |             |             |
| 通算           | 8           | 1           |